# Вальдерробрес
Вальдерробрес (ісп. Valderrobres, кат. Vall de Roures) — муніципалітет в Іспанії, у складі автономної спільноти Арагон, у провінції Теруель. Населення — 2290 осіб (2010). 
Муніципалітет розташований на відстані близько 330 км на схід від Мадрида, 120 км на північний схід від міста Теруель. Вальдерробрес було названо одним з найкрасивіших сіл Іспанії.

## Демографія
Динаміка населення (INE ):